# Ustka
Ustka – (tysk: Stolpmünde) er en polsk by med omkring 16.308 indbyggere. Byen ligger i det nordlige Polen (i Pomorskie voivodskab).
Menneskehedens største skibstragedie indtraf den 30. januar 1945. Det tidligere passageerskib Wilhelm Gustloff blev ramt af af tre torpedotræffere fra en sovjetisk undervandsbåd og sank ud for byens kyst. Skibet sank med 8000 - til 10000 mennesker om bord, af dem overlevede kun 1239. En mindesten erindrer i dag om tragedien.
Krigsslutningen førte til at byen blev hjemsted for endnu en tragisk hændelse. Havnen blev til en samlingsplads for tusinder af flygtninge. Indtil den 8. marts 1945 blev der fra Stolpmünde bragt næsten 33.000 mennesker med skib i retning mod vest. Om aftenen den 8. marts blev Stolpmünde erobret af sovjetiske tropper.